# Gazeta Sanocka – Autosan
Gazeta Sanocka – Autosan – polskie czasopismo wydawane w Sanoku.

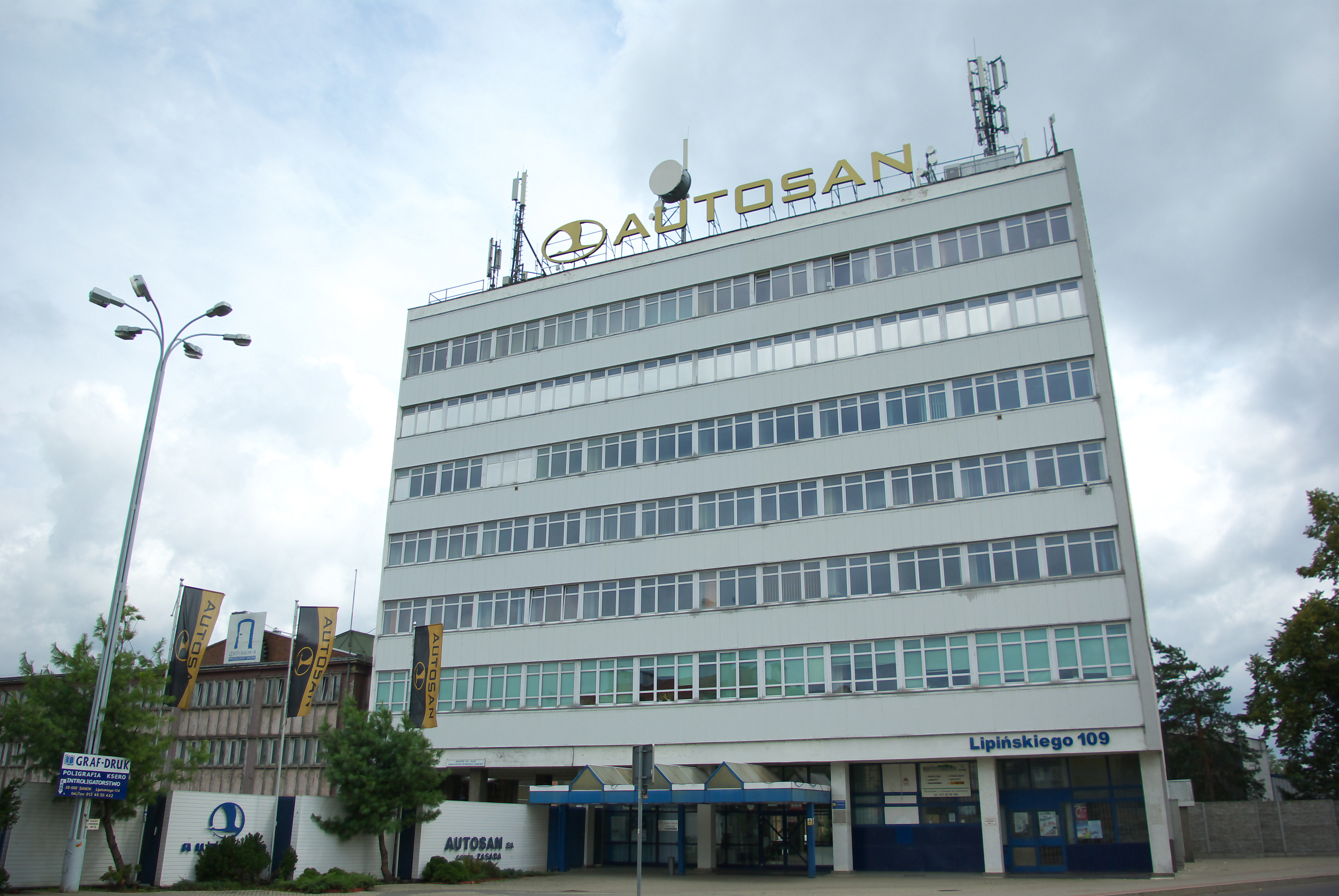
Biurowiec Autosanu przy ul. K. Lipińskiego 109 – siedziba redakcji

## Historia
Pismo było wydawane w Sanoku przez Sanocką Fabrykę Autobusów „Autosan”. Pierwszy numer ukazał się w okresie PRL 14 marca 1974 jako ośmiostronicowy dwutygodnik z podtytułem „Pismo samorządu robotniczego Sanockiej Fabryki Autobusów”. Pierwszy nakład pisma wynosił 5000 egzemplarzy, a cena wynosiła 1 zł. Od 1 stycznia 1978 do końca istnienia czasopismo było wydawane co 10 dni (dziesięciodniówka wzgl. dekadówka). Pod koniec lat 70. i w latach 80. nakład wynosił 6000 egz., a cena wynosiła 5 zł., od czerwca 1988 – 10 zł., zaś w 1989 – 15 zł. Do powstania pisma przyczynili się działacze partyjni Mieczysław Goleń i Leonard Kabala (sekretarze Komitetu Zakładowego PZPR).
Druk wykonywały Rzeszowskie Zakłady Graficzne. Redakcja gazety mieściła się w budynku siedziby Autosanu przy ul. Kazimierza Lipińskiego 109 w Sanoku. 
W piśmie była poruszana głównie tematyka zakładu pracy Autosan. Ponadto było opisywane życie codzienne i wydarzenia miasta. Na łamach gazety ukazywały się artykuły historyczne oraz relacje sportowe, w tym doniesienia o działalności klubu sportowego Stal Sanok, wspieranego przez fabrykę. W składzie redakcyjnym działali: małżeństwo Wiesław Koszela (redaktor naczelny) i Bogumiła Koszela, Franciszek Hamerski, Emil Bańczak, Leonard Kabala, Jan Łuczyński, Mieczysław Majewski, Edward Zając, Wojciech Sołtys, Marian Struś, Józef Ząbkiewicz, Jan Skarbowski. Za opracowanie graficzne odpowiadał Zbigniew Osenkowski. Na łamach pisma publikowali także: Marcin Drozd, historycy i pisarze Edward Zając, Andrzej Brygidyn, Stefan Stefański, Andrzej Tarnawski, Waldemar Bałda, Andrzej Olejko. Przewodniczącym rady programowej pisma był Wiesław Skałkowski.
We wrześniu 1977 egzekutywa Komitetu Miejskiego PZPR w Sanoku pozytywnie oceniła dorobek i pracę redakcji „Gazety Sanockiej – Autosan” oraz dokonano omówienia zmian w kontekście przekształcenia w wydawniczy tryb dziesięciodniowy. Po numerze 34 (234) z 10–20 grudnia 1981 i wprowadzeniu stanu wojennego w Polsce 13 grudnia, wydawanie czasopisma zostało zawieszone, a jego kolejne wydanie ukazało się 20 maja 1982. Pod koniec 1984 obchodzono jubileusz 10-lecia istnienia czasopisma. Z tej okazji został wybity pamiątkowy medal w 1984. 5 kwietnia 1989 odbyła się uroczystość w Osiedlowym Domu Kultury „Puchatek” z okazji 15-lecia istnienia czasopisma.
W 1984 został wybity medal upamiętniający o treści Gazeta Sanocka – Autosan. W X-lecie wydania pierwszego numeru (awers) 1974 1984 Sanok (rewers), wydany przez Mennicę Państwową, a zaprojektowany przez Zbigniewa Osenkowskiego.
Na początku siedemnastego roku działalności, 20 stycznia 1990 ukazał się ostatni (510) numer pisma. U kresu działalności w 1990 „Gazeta Sanocka – Autosan” ukazywała się z podtytułem „Pismo samorządu robotniczego Sanockiej Fabryki Autobusów”, w nakładzie 4500 egzemplarzy i w cenie 100 zł.
Wydania „Gazety Sanockiej – Autosan” zostały zdigitalizowane i udostępnione w Sanockiej Bibliotece Cyfrowej.

## Odznaczenia i wyróżnienia
- Order Sztandaru Pracy I klasy
- Odznaka „Zasłużony dla Sanoka” (1976)[24][25]
- Odznaka „Zasłużony dla Sanockiej Fabryki Autobusów” (1978)[26][27]
- Złota Odznaka Honorowa Towarzystwa Przyjaźni Polsko-Radzieckiej (1986)[28][29]
- Odznaka „Zasłużony dla województwa krośnieńskiego” (1984)[17]
- Odznaka honorowa „Przyjaciel harcerstwa” (1989)[9]
- Odznaka „Zasłużony Bieszczadom” (1989)[9]
- Nagroda prasowa I stopnia Zarządu Głównego Związku Zawodowego Metalowców[30]
- Wpis do Złotej Księgi ZBoWiD w Sanoku (1989)[31]
- I miejsce w kategorii zespołów redakcyjnych w II ogólnopolskim konkursie gazet zakładowych w pionie Ministerstwa Przemysłu Maszynowego i Ministerstwa Maszyn Ciężkich i Rolniczych, zorganizowanych przez Związek Zawodowy Metalowców (1979)[32]